# 10 (Alessandra Amoroso)
| Recensione       | Giudizio |
| ---------------- | -------- |
| All Music Italia |          |
| Rockol           |          |

10 è il sesto album in studio della cantante italiana Alessandra Amoroso, pubblicato il 5 ottobre 2018 dalla Sony Music.

## Descrizione
Il titolo sta a indicare gli anni di carriera della cantante e si compone di 14 brani. L'album vede la collaborazione di diversi autori, quali Federica Abbate, Cheope (Dalla tua parte, Simmetria dei desideri, In me il tuo ricordo), Dardust (che firma il primo singolo La stessa insieme a Paolo Antonacci, e La gente non sei tu e Trova un modo con Roberto Casalino), Federica Camba, Daniele Coro (per Forse domani e Parola chiave),   Daniele Magro (cantautore)per Forza e coraggio, Parlare perdonare baciare e Buongiorno oltre a collaborare insieme alla cantante nella stesura del brano Ogni santissimo giorno), Tony Maiello (per Cadere piano).

Intervistata da la Repubblica, la cantante ha raccontato:
(Alessandra Amoroso)
L'album è inoltre dedicato al suo fan club, la Big Family, per averla sostenuta dall'inizio della sua carriera, iniziata con la vittoria al talent show Amici di Maria De Filippi.

## Promozione
Il 12 agosto 2018 ha pubblicato il primo singolo estratto dall'album intitolato La stessa, che ha debuttato nella top 20 della Top Singoli ed è stato successivamente certificato disco di platino dalla FIMI.  Il 5 ottobre successivo, in contemporanea con la pubblicazione dell'album, viene presentato anche il secondo singolo, Trova un modo; lo stesso giorno annuncia inoltre il 10 Tour.
Il 4 gennaio 2019 è stato reso disponibile il terzo singolo Dalla tua parte, a cui ha fatto seguito il 29 marzo Forza e coraggio.

## Tracce
1. La stessa – 3:46 (Paolo Antonacci, Dario Faini)
2. Dalla tua parte – 3:46 (Federica Abbate, Cheope, Dario Faini)
3. Forse domani – 3:48 (Federica Camba, Daniele Coro)
4. Forza e coraggio – 3:31 (Daniele Magro)
5. La gente non sei tu – 3:51 (Daniele Incicco, Dario Faini, Roberto Casalino)
6. Trova un modo – 3:47 (Roberto Casalino, Dario Faini)
7. Cadere piano – 3:38 (Antonio Maiello, Marco Rettani, Enrico Palmosi, Sabatino Salvati)
8. Simmetria dei desideri – 3:15 (Federica Abbate, Cheope)
9. Declinami l'amore – 3:19 (Roberto Casalino, Davide Simonetta)
10. Parlare perdonare baciare – 3:38 (Daniele Magro)
11. Buongiorno – 3:06 (Daniele Magro)
12. Parola chiave – 3:18 (Federica Camba, Daniele Coro)
13. Ogni santissimo giorno – 3:29 (Daniele Magro, Alessandra Amoroso)
14. In me il tuo ricordo – 3:42 (Federica Abbate, Cheope, Fabio Gargiulo)

## Classifiche

### Classifiche settimanali
| Classifica (2018) | Posizione massima |
| ----------------- | ----------------- |
| Italia            | 1                 |
| Svizzera          | 18                |

### Classifiche di fine anno
| Classifica (2018) | Posizione |
| ----------------- | --------- |
| Italia            | 13        |
| Classifica (2019) | Posizione |
| Italia            | 72        |